# Cañas (La Coruña)
Cañas (llamada oficialmente Santa Baia de Cañás) es una parroquia y una aldea española del municipio de Carral, en la provincia de La Coruña, Galicia.

## Otras denominaciones
La parroquia también es conocida por el nombre de Santa Eulalia de Cañas.

## Entidades de población
Entidades de población que forman parte de la parroquia:
- La Rivera (A Ribeira de Cañás)
- Atalaya (A Atalaia)
- Bacelo
- Bailía (A Bailía)
- Barbeito
- Cañas (Cañás)
- Casanova
- Lavandeira
- Mato Grande
- O Coto
- Marco (O Marco)
- O Monte de Cañas
- O Roueiro
- Penedo
- Soavila
- Vistarreal de Cañas

## Demografía

### Parroquia
| Gráfica de evolución demográfica de Cañas (parroquia) entre 2000 y 2018 |
|                                                                         |
| Datos según el nomenclátor publicado por el INE.                        |

### Aldea
| Gráfica de evolución demográfica de Cañás (aldea) entre 2000 y 2018 |
|                                                                     |
| Datos según el nomenclátor publicado por el INE.                    |